# Stefan Toshev
 Stephan Toshev, en bulgare Стефан Тошев, était un général bulgare, né en 1859, décédé en 1924 qui combattit durant les guerres balkaniques puis pendant la Première Guerre mondiale.

## Premières années
Il était le fils d'une enseignante, Anastasia Tosheva, pendant la renaissance du sentiment bulgare et s'engagea dans les Opaltchentsi lors de la guerre Guerre russo-turque de 1877-1878 et servit ensuite comme traducteur avant d'aller dans l'école militaire de Sofia en 1879. Il fut policier en Roumélie. En 1881 il s'engagea dans le corps du prince Alexandre

## Guerre serbo-bulgare
Pendant l'année 1885,  Stephan Toshev était commandant  de la seconde compagnie du 3e régiment d'infanterie de Vidin et était chargé de la défense de Tran (3 novembre), il participa à la Bataille de Slivnitsa, à la bataille de Tri Ushi et à celle de Mekta Tsrav (7 novembre), il était opposé dans ces combats à la Division serbe Morava; il y subit des blessures aux deux jambes. Il reçut pour ces actions la Médaille de la bravoure (Bulgarie) de 4e classe.
Il fut le commandant du 1er régiment d'infanterie de Sofia, puis en 1908 de la 1re division d'infanterie de Sofia aussi connu comme la division de fer.

## Guerre des Balkans
Pendant la Première Guerre balkanique, à la tête de sa division d'infanterie il était dans l'offensive qui opérait en Thrace et participa aux combats de Gechkenli, Bataille de Lozengrad et de Chataldzha.
Lors de la Deuxième Guerre balkanique il était commandant de la 5e Armée qui combattit victorieusement contre les Serbes.

## Première Guerre mondiale
Pendant la participation de la Bulgarie entre 1915 et 1918, il commandait la 3e armée et participa à l'offensive en Roumanie sur la front de Dobroudja contre les armées russo-roumaines; après des différends avec August von Mackensen il fut remplacé à la tête de la 3e armée par Stepahn Nerezov. De là il prit le commandement du poste de gouverneur de la Macédoine. Il atteignit le plus haut grade de l'armée bulgare le 25 mars 1917 : général d'infanterie. 
En 1918 il commanda la 4e Armée avant d'être placé en juin 1919 dans la réserve.
Il s'est alors investi dans l'association des officiers de réserve et le comité Narodna Priznatelnost pour le soutien des victimes de la Insurrection du 23 septembre 1923 (Bulgarie)